# Чезаре Еміліані
Чезаре Еміліані (8 грудня 1922 — 20 липня 1995) — італійсько-американський вчений, геолог, мікропалеонтолог і засновник палеоокеанографії, який розробив часову шкалу морських ізотопних стадій.
Він встановив, що льодовикові періоди останніх півмільйона років є циклічним явищем, що надало потужну підтримку гіпотезі Міланковича та революціонізувало уявлення про історію океанів і зледенінь. Він також був ініціатором проєкту «LOCO» для Національного наукового фонду США, що займався перевіркою гіпотез розсування морського дна й тектоніки плит, а також шукав підтвердження в дослідженнях історії океанів.
Еміліані був відзначений медаллю Вега від Шведського антропологічного та географічного товариства (SSAG) (швед. Svenska Sällskapet för Antropologi och Geografi) у 1983 році та медаллю Олександра Агассіза Національної академії наук США у 1989 році за його ізотопні дослідження плейстоценових та голоценових планктонних форамініфер.
Свої останні роки він присвятив багато часу просуванню календарної реформи на основі концепції голоценового календаря.